# Бобрусов Михайло Павлович
Бобрусов Михайло Павлович (10 жовтня 1878 , П'ятигорськ, Терська область  — 5 жовтня 1955 , Москва ) — київський архітектор, цивільний інженер.

## Життєпис
Народився у П'ятигорську.
Навчався у Петербурзькому Інституті цивільних інженерів, яке закінчив 1904 року.
Отримав звання цивільного інженера.
У Києві працював з 1907 року. Працював на посаді міського архітектора, впродовж 1910-11 рр. викладав у Київському політехнічному інституті. Також викладав на Київських технічних курсах технічне та архітектурне креслення, пізніше був помічником завідувача.
Окрім цих робіт, певний час був техніком Київського Благодійного товариства.
Здійснив будівництва значної кількості військових казарм для розквартированих у місті полків.
Після подій 1917 року переїхав до Москви.
1934 року був заарештований за обвинуваченням у «антирадянській пропаганді», однак був звільнений.
Помер у Москві.
Реабілітований лише 2004 року.

## Стиль
Вживав стильові форми модернізованої романської архітектури, неоренесансу і «цегляного» стилю.

## Роботи у Києві
- Житловий будинок з технічними курсами В. Пермінова на вул. Володимирській № 94 (1908 p.),
- Прибутковий будинок на вул. Великій Житомирській № 8-а (1912 p.),
- Залізобетонні сходи до пам'ятника на честь Магдебурзького права і до Дніпра (1913–1915 pp.).
- Здійснював проект критого ринку на Бессарабській площі, (1908–1912 pp. автор — архіт. Г. Гай.).
- Спроектував муніципальні печі для спалювання сміття (1909 p.),
- Казарми Бендерського полку на вул. Андрющенка № 6 (1911 р.),
- Казарми Луцького полку на вул. Дегтярівській № 11 (1911 р.),
- Казарма на вул. Димитрова № 3 (бл.1911 р.),
- Казарма Тираспольського полку на вул. Мельникова№ 24 а (1911 р.),
- Казарми Піших артилерійських батарей на вул. Маршала Рибалка № 6/27 (1910-12 рр.).